# Schwabstedt
Schwabstedt (frisó septentrional Swåbstääist, danès Svavsted) és un municipi al marge del riu Treene al districte de Nordfriesland, dins l'Amt Nordsee-Treene, a l'estat alemany de Slesvig-Holstein. És a 12 kilòmetres al sud-est de Husum i a 6 kilòmetres al sud de Friedrichstadt. Limita amb els municipis de Norderstapel, Wohlde, Drage, Seeth i Winnert.

## Persones
- Nicolaus Bruhns (1665-1697), músic, compositor[3]